# 名取市立第一中学校
名取市立第一中学校は、宮城県名取市小山にある公立中学校である。通称は「一中」（いっちゅう）。

## 概要
名取駅の南西に位置し、駅から徒歩15分ほどのところにある。
学校からかなり距離が離れた場所から通う生徒もおり、自転車通学をしている生徒も多い。

## 所在地
- 宮城県名取市小山一丁目8番1号

北緯38度09分49秒 東経140度52分50秒 / 北緯38.16361度 東経140.88056度

## 歴史
名取市立下増田中学校、名取市立館腰中学校、名取市立愛島中学校の3校が統合し、1962年（昭和37年）4月に設立された。発足時に生徒数は889人いたが、館腰中学校を本校、下増田中学校と愛島中学校を分教室として、分かれたまま通学した。翌年に新しい校地・校舎ができあがり、12月に移った。
- 1962年（昭和37年）4月 開校。
- 1963年（昭和38年）12月 新校舎に移転。
- 1965年（昭和40年）2月 被服室・音楽室を増築。
- 1966年（昭和41年）3月 体育館完成。
- 1967年（昭和42年）4月 特殊学級1を置く。
- 1969年（昭和44年）3月 家事室・工作室・理科室を増築。
- 1971年（昭和46年）10月 水泳プール完成。
- 2011年（平成23年）3月 東日本大震災で避難所として使われた。

## 学区
- 館腰小学校区のほぼ全域
- 愛島小学校区全域
- 不二が丘小学校区全域
- 増田西小学校区の一部（小山地区）
  - 館腰小学校区である堀内地区の生徒は、岩沼市立岩沼北中学校に越境通学していることもある。

## 出身者
- 山田司郎 - 名取市長
- 田中雄大 - サッカー選手
- 小野寺太志 - バレーボール選手